# Lastve
Lastve su naseljeno mjesto u općini Bosanski Petrovac, Federacija Bosne i Hercegovine, BiH.

## Povijest
U naselju postoje dvije "gradine" koje pripadaju dobu kada su ovdje živjeli Iliri, smještene na isturenom brdu i strmom udolinom odvojene od planinskog masiva. Velika Gradina Lastve - Rakovica je jedno od najvećih gradinskih naselja u sjeverozapadnoj Bosni dimenzija 480x270 metara, dok je Mala Gradina Lastve - Zelinovac dimenzija oko 200x400 metara s akropoljem dimenzija 80x50 metara. Zaštitni bedem je kameno zemljani i dostiže visinu između 2-4 metra. Širina bedema u osnovi iznosi oko 7 m. Prilikom iskopavanja nađeni su predmeti iz brončanog i željeznog doba (ulomci keramike, privjesak, željezno koplje, brončana fibula na baglamu).
Srbi su u Lastvama većina, ali nekad je ovdje bilo više Hrvata. U Lastvama je nekad bilo osam kuća Hrvata katolika. Ovi katolici naselili su se ovdje poslije austro-ugarskog zaposjedanja. To su bili ikavski Hrvati koji su se doselili 1879./80. godine iz najbližeg susjedstva, iz Like i Krbave. Hrvati u Lastvama podrijetlom su doseljeni iz Boričevca i Gračaca.
Broj Hrvata cijelog petrovačkog, drvarskog i grahovskog kraja drastično se smanjio nakon drugoga svjetskog rata. Uz većinske Srbe, bilo je oko dvije tisuće Hrvata katolika u Krnjeuši, Vrtočama, Koluniću, Oštrelju i u samom Bosanskom Petrovcu, a nakon masovnih ubojstava i masovnih protjerivanja Hrvata u srpskom ustanku na ovom graničnom području Hrvatske i Bosne i Hercegovine (Drvar i okolica, iz Bosanskog Grahova i okolice - naselja Luka, Korita, Ugarci, Obljaj i druga, iz Brotnja, Boričevca, Vrtoče, Lastve, Zelinovca, Krnjeuše) te činjenice da se ovamo Hrvati nisu smjeli vratiti niti nakon 1945. (nekim naseljima čak su i groblja uništena, a vlasništvo nad zemljom koja im je oteta Hrvati ni do danas nisu uspjeli povratiti),  broj je drastično opao.

## Stanovništvo

### 1991.
Nacionalni sastav stanovništva 1991. godine, bio je sljedeći:
ukupno: 279
- Srbi - 276
- ostali - 3

### 2013.
Nacionalni sastav stanovništva 2013. godine, bio je sljedeći:
ukupno: 61
- Srbi - 60
- ostali, neopredijeljeni i nepoznato - 1